# تنب بزرگ (شهر)
تنب بزرگ، شهری در بخش تنب شهرستان ابوموسی در استان هرمزگان ایران است. این شهر، مرکز بخش تنب است.

## امکانات
شهر تنب بزرگ نیز از سیمای بافت شهری برخوردار است و امکانات و خدمات آن شامل فرودگاه تنب بزرگ، ساختمان بخشداری، بیمارستان ندسا، مرکز بهداشتی درمانی، مراکز آموزشی، کتابخانه عمومی، کانون فرهنگی مذهبی، پنج باب مسجد، پارک و فضای سبز، پایگاه مقاومت بسیج، سالن ورزشی چند منظوره، زمین فوتبال چمن مصنوعی و خاکی، زمین والیبال ساحلی، شبکه برق و مرکز مخابرات است.

## جمعیت
بر پایه سرشماری عمومی نفوس و مسکن در سال ۱۳۹۵، جمعیت شهر تنب بزرگ برابر با ۶۹۰ نفر (۳۸ خانوار) بوده‌است.